# Zigfrīds Solmanis
Zigfrīds Solmanis (Riga, 9 de juliol de 1913 – Jūrmala, 6 de setembre de 1984, fou un mestre d'escacs letó. Tenia un estil de joc agressiu, i era un molt bon jugador d'escacs ràpids.

## Resultats destacats en competició
Zigfrīds Solmanis va començar a jugar als escacs a 6 anys, i des de ben petit va començar a participar en torneig i tota mena d'esdeveniments relacionats amb els escacs. El 1938 Solmanis va guanyar el torneig de clubs d'escacs de Letònia i el 1939 va participar en el segon torneig internacional de Ķemeri. El 1938 va visitar 25 ciutats letones fent exhibicions de simultànies, amb un molt bon resultat del 74 per cent.
Després de la Segona Guerra Mundial Solmanis es va implicar activament en la reconstrucció de la vida escaquista a Letònia. Guanyà tres cops el campionat de Jurmala i el 1947 guanyà el Campionat d'escacs de Letònia. El 1947 fou tercer als quarts de final del campionat d'escacs de la Unió Soviètica a Tbilisi, després del qui seria el següent campió del món, Tigran Petrossian. El 1948 va representar l'equip letó a les semifinals del campionat soviètic per equips a Riga. Fins al 1964 va participar pràcticament en totes les edicions de les finals del campionat de Letònia.

## Altres activitats relacionades amb els escacs
El 1959 després de fundar la revista letona "Šahs", va participar activament en la seva confecció. Fins al 1965 Zigfrīds Solmanis en fou l'editor en cap, i la seva activitat com a periodista no va acabar fins a la seva mort.
Durant els anys seixanta i setanta va treballar com a entrenador. Una de les seves alumnes fou la campiona de Letònia Anda Šafranska. Durant els vuitanta va crear l'escola d'escacs dels Grans Mestres Mikhaïl Tal i Aivars Gipslis, de la qual sorgiren més tard els Grans Mestres Aleksander Wojtkiewicz, Alexander Shabalov i Aleksei Xírov.
En els darrers anys, Zigfrīds Solmanis va dedicar molt de temps al desenvolupament de la vida escaquista de Jūrmala, com a dirigent d'un club d'escacs, i organitzador d'un festival d'escacs anual.